# Paul G. Comba
Paul (Paolo) Gustavo  Comba (Tunisia, 1926 – 5 aprile 2017) è stato un astronomo e matematico italiano.

## Biografia
Nato nel 1926 in Tunisia da genitori italiani, all'età di venti anni vinse una borsa di studio presso il California Institute of Technology e da quel momento visse sempre negli Stati Uniti.  Nel 1952 ha conseguì il dottorato (Ph.D.) in matematica con una tesi su "Geometria degli spazi con momento dimensionale finito e applicazioni ai polinomi ortogonali".
Dopo otto anni di insegnamento all'Università delle Hawaii, dal 1960 lavorò presso la IBM dove mise a punto un procedimento, denominato Comba multiplication, che semplifica la procedura informatica del calcolo della moltiplicazione riducendo la necessità di effettuare i "riporti".
Paul Comba aveva una passione per gli asteroidi: dopo la prima scoperta del 1995, avvenuta attraverso un'analisi fotografica, scoprí migliaia di altri oggetti celesti grazie all'utilizzo del CCD. Alla fine del 2003 erano ben 692 gli asteroidi da lui scoperti .
Nel 2000 produsse una "Guida per l'osservazione degli astri". Fu membro del Club Astronomico di Prescott in Arizona.

## Riconoscimenti
Nel 1999 gli è stato dedicato un asteroide, 7636 Comba .
Nel 2003 vinse il prestigioso premio Leslie C. Peltier della Lega Astronomica.